# Jens Riewa

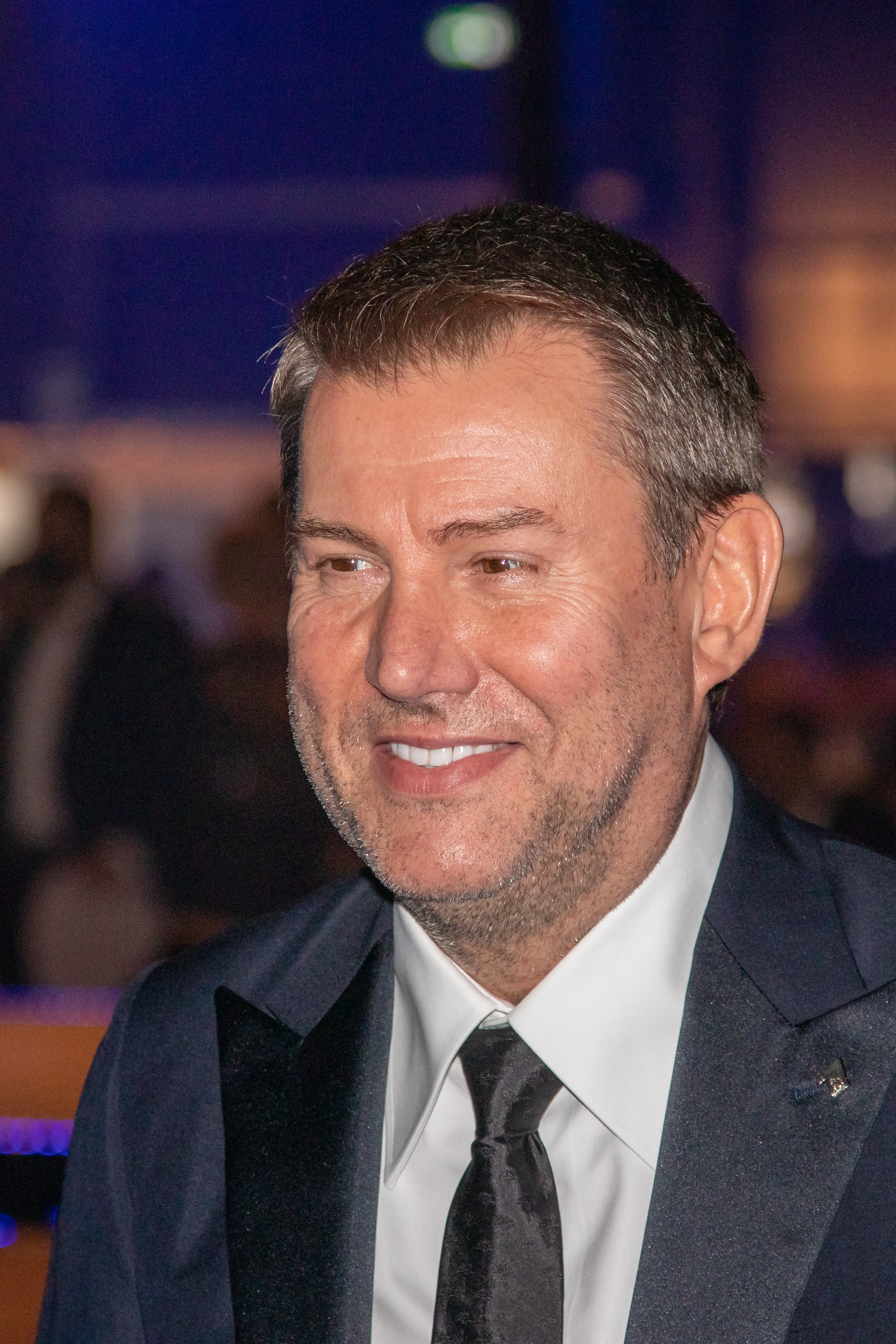
Jens Riewa, 2021

Jens Riewa (* 2. Juli 1963 in Lübbenau) ist ein deutscher Fernsehmoderator und Nachrichtensprecher bei der ARD-Tagesschau und beim NDR-Hamburg Journal. Seit dem 15. Dezember 2020 ist er Chefsprecher der Tagesschau, deren Hauptausgabe um 20 Uhr er seit 1995 spricht.

## Leben
Jens Riewa wuchs in Lübben im Spreewald auf, wo er 1982 sein Abitur absolvierte. Anschließend verpflichtete er sich für drei Jahre bei der Nationalen Volksarmee. Nachdem Riewa sein Studium Technologie des Bauwesens an der Verkehrshochschule in Dresden abgebrochen hatte, absolvierte er eine Ausbildung zum Fluglotsen. Es folgte eine zweijährige Intensivsprecherziehung sowie Moderationstraining beim Berliner Rundfunk. 1988 bestand er einen Eignungstest als Nachrichtensprecher beim Radio DDR, außerdem war er als Moderator für die Kindersendung Wie wär’s …? tätig. Danach arbeitete er beim Jugendradio DT64. Nach Sprechertätigkeiten für Hörspiele, Features, Dokumentationen, Werbung sowie einer Tätigkeit beim Ostdeutschen Rundfunk Brandenburg holte ihn 1991 der damalige Tagesschau-Chefsprecher Werner Veigel zum NDR (Berichte vom Tage) und schließlich zur Tagesschau – zunächst war Riewa dort als Off-Sprecher zu hören, ab 1994 dann als On-Sprecher zu sehen. Seit dem 6. September 1995 spricht er die 20-Uhr-Ausgabe der Tagesschau. Am 15. Dezember 2020 übernahm er den Posten des Chefsprechers der Tagesschau und löste damit den scheidenden Chefsprecher Jan Hofer ab. Aufgrund dieser Funktion moderiert er seit dem 24. Dezember 2020 auch sporadisch die Tagesschau-Nachrichten auf tagesschau24.
1994 engagierte ihn Dieter Thomas Heck als Moderator für Die deutsche Schlagerparade, da Birgit Schrowange die Moderation dieser Sendung nach einem Jahr aufgab. Die Sendung, die in den dritten Programmen lief, war seinerzeit das ARD-Pendant der ZDF-Hitparade. In sechs Jahren moderierte Riewa über 67 Folgen dieses Formats.
1996 und 1997 präsentierte er die deutschen Vorentscheidungen zum Eurovision Song Contest. Seit 2013 moderiert er als Co-Moderator die jährliche Verleihung des Ordens wider den tierischen Ernst des Aachener Karnevalsvereins (Stand: 2019). Für den ORB präsentierte er drei Jahre lang das Reisemagazin Wunderschönes Brandenburg.

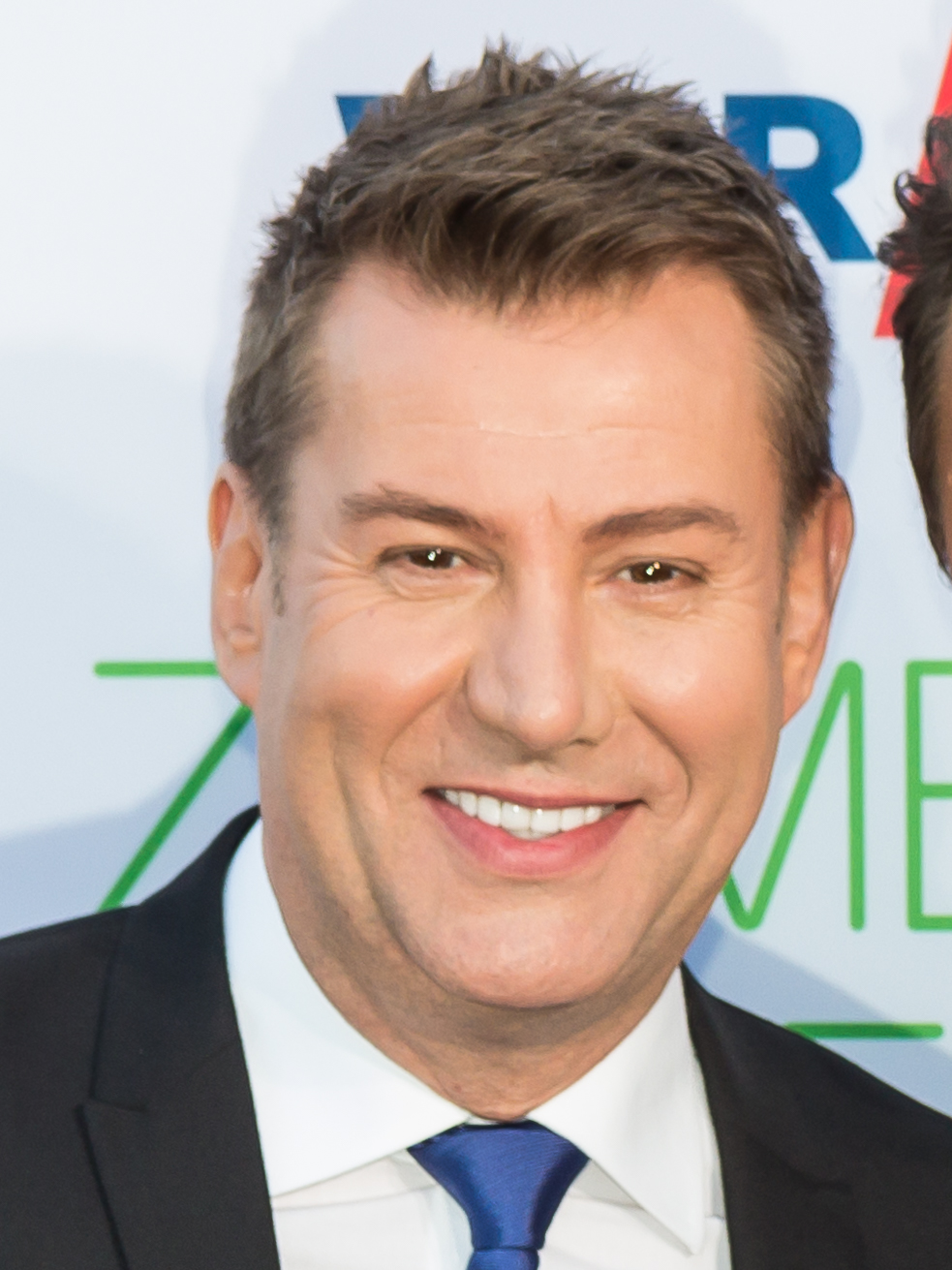
Jens Riewa, 2016

2005 spielte er in der TV-Episode Adelheid und ihre Mörder – Sieben auf einen Streich sich selbst als Nachrichtensprecher. Seit 2012 ist er wieder als einer der Hauptmoderatoren beim Hamburg Journal tätig. In den Jahren 2014 und 2015 übernahm er außerdem eine Rolle im WDR-Hörspiel The Cruise. Riewa moderiert zudem Events und Großveranstaltungen, arbeitet als Model-Scout und ist Inhaber einer Firma für fliegende Kamerasysteme.
Riewa geht juristisch seit Jahren gegen Behauptungen, homosexuell zu sein, vor. 1998 forderte er vom Querverlag 50.000 DM Schadensersatz, da er sich im Buch Out! 500 Lesben, Schwule und Bisexuelle von Karen-Susan Fessel und Axel Schock als homosexuell zu Unrecht aufgeführt sehe. Außergerichtlich einigte man sich auf die Zahlung von 5.000 DM, da der ursprünglich geforderte Betrag den kleinen Buchverlag in den Ruin getrieben hätte. 2017 verklagte er Queer.de.
Im Jahr 2002 wurde er in der Bild-Zeitung als Liebhaber der Sängerin Michelle dargestellt und mit einem entsprechenden Ausspruch zitiert, der von ihr dementiert wurde.
Jens Riewa wohnt in Hamburg-St. Georg. Zu seinen Freunden zählte für einige Zeit der Musiker und Produzent Dieter Bohlen, mit dem er vor allem auf den Partys von Michael Ammer zusammentraf.
Im Herbst 2021 nahm er als „Chili“ an der fünften Staffel der ProSieben-Sendung The Masked Singer teil und schied in der ersten Folge als Zehnter von zehn Plätzen aus.
Seit April 2024 gehört er mit Marwa Eldessouky und Ralph Caspers zum Experten-Trio der Ratesendung Frag mich was Leichteres!.

## Management
Jens Riewa wird von Uwe Kanthak gemanagt, der auch der Manager von Helene Fischer ist.